# イキケの海戦

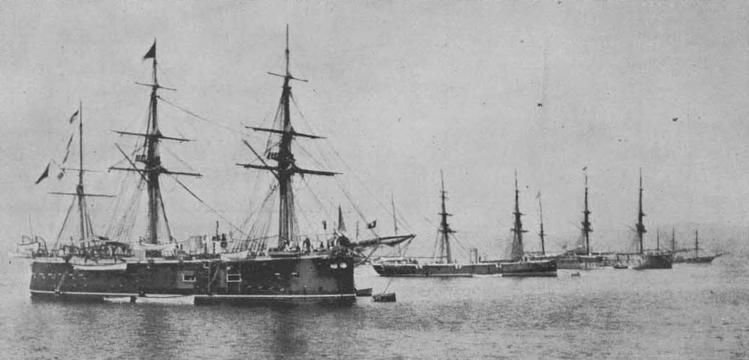
停泊中のチリ艦隊（1879年）

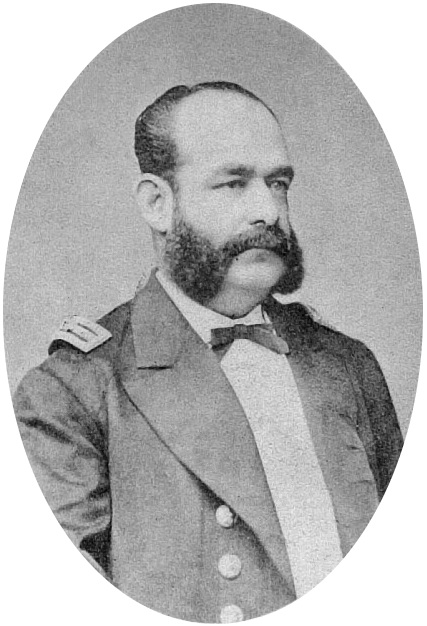
ペルー海軍大佐ミゲル・グラウ

イキケの海戦（イキケのかいせん）とは、南米の太平洋戦争中の1879年5月21日に、当時のペルー領イキケ港沖でペルー海軍とチリ海軍が戦った海戦である。ペルー艦隊がチリ艦隊の木造艦1隻を沈めて海上封鎖を解いたが、自らも座礁事故で装甲艦1隻を失う大打撃を受けた。後半戦をグルエサ岬の海戦（Battle of Punta Gruesa）と呼んで別の戦闘として扱うこともある。

## 背景
1879年4月5日、チリが、ペルーとボリビアの同盟に対して宣戦布告して南米の太平洋戦争は勃発した。
この戦争では、制海権が重要な戦略的要素となった。制海権を握った側が陸軍部隊を自由に海上移動させて、重要拠点を占領することが可能となるからである。また海上封鎖により、敵の補給を遮ることもできるのである。ボリビアの海軍と呼べる戦力は存在しなかったため、事実上はペルー海軍とチリ海軍の戦いとなった。
ペルー海軍は主力として砲塔装甲艦「ワスカル」と装甲フリゲート「インデペンデンシア」を有し、このほかに沿岸専用装甲艦のアタワルパ級モニター2隻、コルベット1隻、砲艦1隻、輸送船4隻を持っていた。ペルー海軍は現有戦力でチリ海軍に劣ると判断し、艦隊決戦を回避して通商破壊戦を行って時間を稼ぎ、その間に陸上防備の強化と新型艦の整備を行う戦略を立てた。
これに対してチリ海軍は、アルミランテ・コクレーン級装甲フリゲートの「ブランコ・エンカラダ」と「アルミランテ・コクレーン」を主力とし、ほかにコルベット4隻、砲艦2隻と輸送船多数を保有していた。艦隊の構成はペルー海軍に似通っていたが、主力装甲艦はペルー海軍のものよりも装甲・火力・速力の全てで優れ、艦船の総数でも上回っていた。優勢なチリ海軍は、積極的にペルー艦隊の撃滅を図る方針だった。
最初の海戦は1879年4月12日に発生し、コルベット「ウニオン」と砲艦「ピルコマヨ」から成るペルー艦隊が、チリ海軍の砲艦「マガジャネス」と交戦した（チパナの海戦）。この戦闘では双方とも喪失艦は無かった。その後、沿岸に対する艦砲射撃や、チリ艦隊によるイキケ（当時はペルー領）の海上封鎖が行われた。なお、イキケは陸上からもチリ軍に包囲された。
同年5月に入って、チリ海軍司令長官フアン・レボエド少将は、ペルー艦隊がカヤオ軍港に集結中との情報を得た。そこで、レボエド少将は、カヤオを奇襲攻撃することにし、5月16日に主力艦隊を出撃させた。イキケの封鎖任務には、機関故障中だったコルベット「エスメラルダ」（艦長：アルトゥーロ・プラット中佐）のほか、スクーナー型砲艦「コバドンガ」（艦長：カルロス・コンデル少佐）、輸送船「ラマール」からなる分遣隊を残した。イキケ残留のチリ軍艦2隻はいずれも非装甲の旧式木造艦だった。
ところが、チリ主力艦隊が出発したのと同日、ペルー海軍主力の装甲艦「ワスカル」（艦長：ミゲル・グラウ大佐）と「インデペンデンシア」（艦長：フアン・モーレ大佐）は、輸送船3隻を護衛してカヤオを出港していた。輸送船にはアリカへの増援部隊が乗船し、うち1隻にはマリアーノ・イグナシオ・プラード大統領も乗っていた。カヤオに向かうチリ艦隊が沖合を航行していたのに対し、ペルー艦隊は沿岸航行をしていたため両軍は気付かないまま行き違いとなった。5月20日にアリカに到着したペルー艦隊は、イキケの封鎖が手薄になっているとの情報を得た。プラード大統領は、グラウ大佐らにイキケのチリ艦隊攻撃を命じ、ペルー装甲艦2隻は同日夜に出撃した。

## 経過

### エスメラルダの撃沈
5月21日の朝、ペルー艦隊はイキケ沖に姿を現した。チリ艦「コバドンガ」がペルー艦隊を発見し、チリ艦隊も乗員を戦闘配置につけた。輸送船「ラマール」は南へ向けていち早く戦場を離脱した。チリ艦隊はペルー艦隊に対して砲撃を開始したが、装甲を貫通することができなかった。チリ艦「コバドンガ」も南へ向けて逃走を開始した。機関故障のため速力が低下している「エスメラルダ」は逃げることもかなわなかったが、プラット艦長は降伏せず、部下に対して徹底抗戦を命じる訓示を行った。

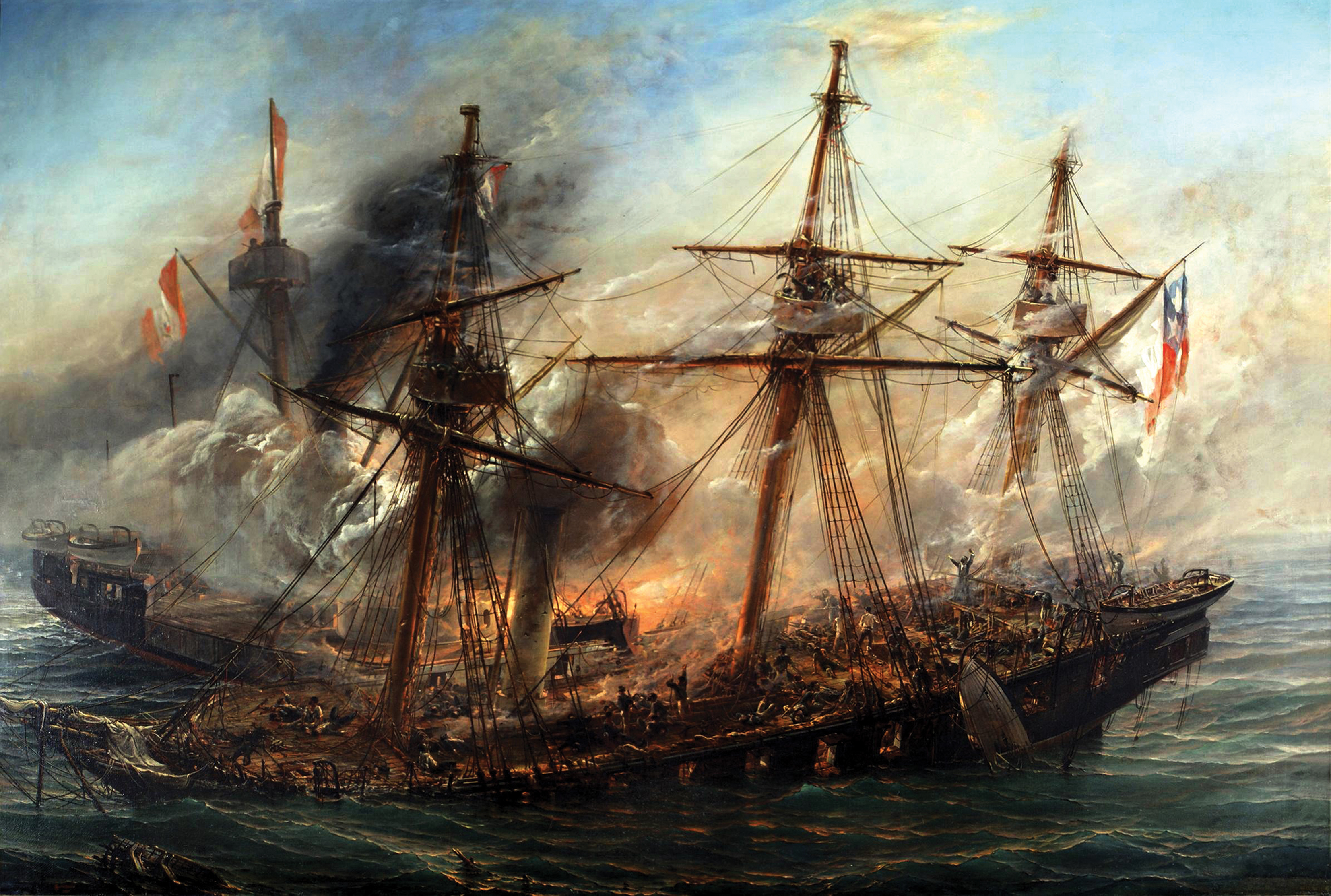
沈没する「エスメラルダ」。

ペルーのグラウ大佐は、「コバドンガ」の追跡を「インデペンデンシア」に命じ、自らの指揮する「ワスカル」で「エスメラルダ」を攻撃した。当初はチリ艦隊が周囲に機雷敷設をしているとの誤報から接近戦は避けていたが、イキケの陸上砲兵部隊が発砲したところ「エスメラルダ」が移動を始めたため、機雷は存在しないと判断した。「ワスカル」は、「エスメラルダ」へ接近して衝角による体当たり攻撃を加えた。これに対してチリのプラット艦長は接舷しての移乗攻撃を命令して自ら「ワスカル」へ乗り込んだが、砲声のために命令が伝わらず、わずか2名しか続く者がなかった。すぐにプラット艦長らは銃撃で倒された。
その後、「ワスカル」は「エスメラルダ」に対して2度目の衝角攻撃をかけた。このときも「エスメラルダ」からは一中尉に率いられた12人の水兵が「ワスカル」の甲板に飛び移ったが、たちまち全滅した。さらに一回の最後となる衝角攻撃が加えられ、数分後に「エスメラルダ」は沈没した。最後の衝角攻撃を受けた時には、もはや「エスメラルダ」は沈みかけて甲板が低下し、兵が切り込みをすることもできなかった。「エスメラルダ」の乗員197人中で生存者は62人だけだった。一方、「ワスカル」の人的損害は戦死1人、負傷7人だった。

### インデペンデンシアの座礁（グルエサ岬の海戦）

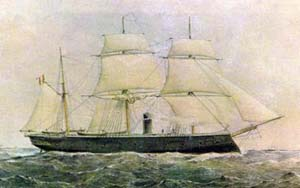
ペルー艦「インデペンデンシア」。

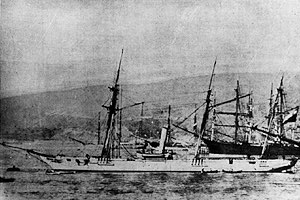
チリ艦「コバドンガ」。排水量630t、備砲3門の郵便船改装艦。

チリ艦「コバドンガ」は、追撃してくるペルー艦「インデペンデンシア」のほうが大型で喫水も深いことに着目し、水深の浅い沿岸を航行することで逃走を試みた。追いついた「インデペンデンシア」との間で砲撃戦が始まったが、「インデペンデンシア」の砲手の練度は低く、3時間かけても「コバドンガ」を撃沈できなかった。
そこで「インデペンデンシア」のモーレ艦長は、「コバドンガ」に対して衝角攻撃を行うことを決心し、2度にわたって艦を突進させたが浅瀬に阻まれて成功しなかった。グルエサ岬付近で3度目の衝角攻撃をかけた際に、ついに「インデペンデンシア」は暗礁に乗り上げてしまった。「インデペンデンシア」はたちまち浸水で右舷に傾いた。敵艦が罠にかかったのを見た「コバドンガ」は反転して砲撃をしかけ、「インデペンデンシア」も使用可能な砲で応戦しながら離礁を試みた。「インデペンデンシア」のモーレ艦長は復旧不能と判断するに至り、自沈を命令したが、弾薬が侵入した海水で湿っていて発火しなかった。
そのうち、「ワスカル」が救援に駆け付け、これに気付いた「コバドンガ」は再び逃走を開始した。「ワスカル」は「インデペンデンシア」の離礁を試みたがやはり不可能で、あらためて「コバドンガ」を追跡したが、日没を迎えて結局は捕捉できなかった。「インデペンデンシア」のところへ戻った「ワスカル」は、「インデペンデンシア」の乗員と搭載砲を収容したうえ、船体に火を放って処分した。「インデペンデンシア」の戦死者は18名で負傷者は5名、「コバドンガ」の戦死者は4名、負傷者は3名だった。

## 結果

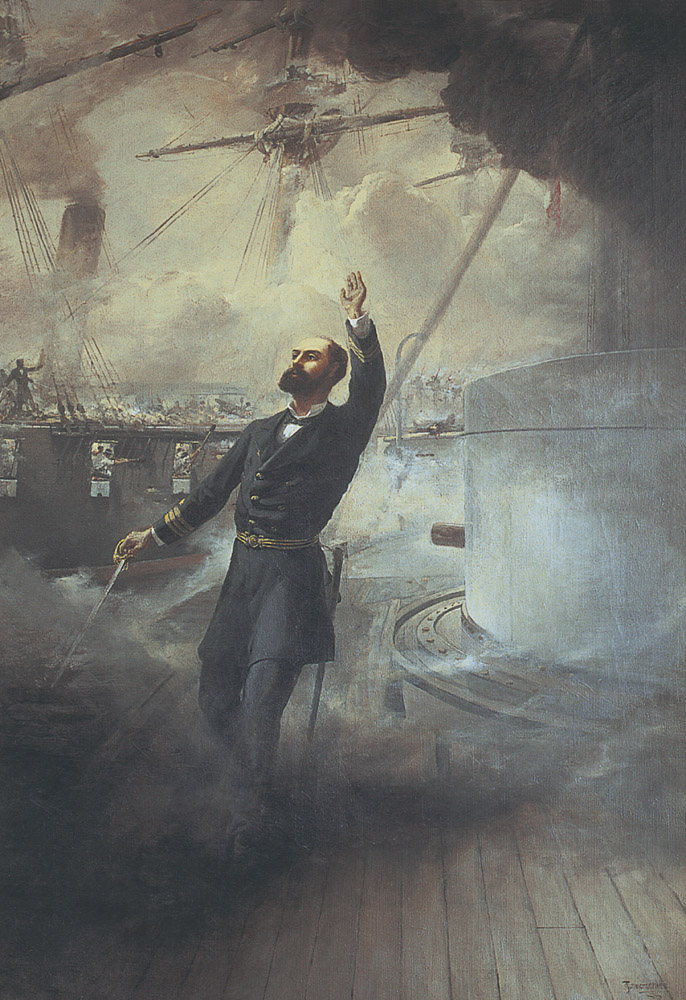
プラット艦長の「ワスカル」艦上での最期を描いた絵画。

ペルー艦隊はチリ艦隊を敗走させてイキケの海上封鎖を解除し、一応の勝利を収めたといえる。陸上でもチリ軍は一時的にイキケ包囲線からの撤退を余儀なくされた。
しかし、チリ海軍の失ったのは旧式の木造軍艦だったのに対し、ペルー海軍の失ったのは主力級の装甲艦であり、もともと総戦力ではチリ海軍が優勢だったことを考えるとペルー側が一層不利になった。チリ海軍の方が人的損害は大きかったが、報道されたプラット艦長の英雄的な戦死に感化されて軍への入隊志願者が数千人増加するという効果も生まれた。プラット艦長は、現在でもチリ海軍における最大の英雄であると言われている。
イキケ海戦の発生した5月21日はチリではイキケ海戦記念日（イキケ戦勝記念日）と呼ばれ、海軍記念日（Día de las Glorias Navales）として国民の休日となっている。

## 注記
1. 1 2 3  La Marina de Guerra en la República Siglo XIX - ペルー海軍公式より。（2009年7月1日閲覧）
2. ↑  Potencia Navales Comparadas - チリ海軍公式より。（2009年7月1日閲覧）
3. ↑  Primeras Operaciones - チリ海軍公式より。（2009年7月1日閲覧）
4. ↑  COMBATE NAVAL DE IQUIQUE - ペルー海軍公式より。（2009年7月1日閲覧）
5. ↑  Farcau, Bruce W. The Ten Cents War: Chile, Peru, and Bolivia in the War of the Pacific, 1879-1884 , 2000, ISBN 0-275-96925-8
6. ↑  Sondhaus, Lawrence Navies in Modern World History, 2004, ISBN 1-86189-202-0
7. ↑  Greatest Hero of the Chilean Navy - チリ海軍公式英語版より。（2009年7月1日閲覧）
8. ↑  チリの祝日 - 日智商工会議所。（2009年7月2日閲覧）